# 三本书问题
三本书问题是中国共产党的政治用语，指的是维吾尔族作家吐尔贡·阿力玛斯所著的《维吾尔人》《匈奴简史》和《维吾尔古代文学史》三本书。中共当局认为这三本书是在宣扬分裂主义。